# Unió Internacional de Bioquímica i Biologia Molecular
La Unió Internacional de Bioquímica i Biologia Molecular, en anglès: International Union of Biochemistry and Molecular Biology (IUBMB), és una organització no governamental internacional que s'ocupa de la bioquímica i la biologia molecular. Es va formar l'any 1955 com la International Union of Biochemistry, actualment (2008) aquesta unió té 77 països membres.
La IUBMB organitza un Congrés triennal de Bioquímica i Biologia molecular, i patrocina sovint conferències, simposis, activitats educatives i lectures.
Publica estàndards de nomenclatura bioquímica, incloent la nomenclatura d'enzims, en alguns casos junt amb la International Union of Pure and Applied Chemistry (IUPAC).
La IUBMB està associada amb les revistes Biochemistry and Molecular Biology Education (anteriorment Biochemical Education), BioEssays, BioFactors, Biotechnology and Applied Biochemistry, IUBMB Life, Molecular Aspects of Medicine i Trends in Biochemical Sciences.